# Місце під сонцем (фільм, 1982)
«Місце під сонцем» (рос. «Место под солнцем») — радянський короткометражний фільм-драма 1982 року, знятий Творчим об'єднанням «Екран». Прем'єра відбулася 29 червня 1987 року.

## Сюжет
В основі сюжету — гостра конфліктна ситуація, що виникла між молодим чоловіком, власником «Жигулів» і старим-інвалідом, ветераном війни, який своїм стареньким «Запорожцем» випадково подряпав «Жигулі». Інвалід попросив вибачення й хотів залагодити конфлікт полюбовно, компенсувавши збиток на місці. Однак водій «Жигулів», бажаючи покрасуватися перед молоденькою працівницею бензоколонки, повівся неадекватно, вдарив старого по обличчю і сильно штовхнув, після чого той упав на землю. Сівши в свій «Запорожець», розсерджений ветеран уже навмисно кілька разів протаранив «Жигулі» — і від помсти їхнього господаря його врятував лише наряд ДАІ, викликаний оператором бензоколонки, на території якої і відбувалися всі ці дії. Молодий власник «Жигулів» став звинувачувати в усьому старого, а коли розкрилася правда, безуспішно спробував запропонувати хабар співробітнику ДАІ. В результаті старого відпустили, а власник «Жигулів» залишився біля своєї розбитої машини.

## У ролях
- Іван Соловйов —  старий-інвалід, водій «Запорожця»
- В'ячеслав Невинний —  Леонтьєв І. С., лейтенант ДАІ
- Олександр Соловйов —  молодий власник нових «Жигулів»
- Наталія Казначеєва —  Маша, робітниця бензозаправки
- Олексій Горячев —  сержант ДАІ

## Знімальна група
- Режисер — Олександр Воропаєв
- Сценарист — Валерій Поволяєв
- Оператор — Борис Дунаєв
- Композитор — Ігор Єфремов
- Художник — Олександра Конардова